# Lijst van Alarmschijven in 2019
Deze hits waren in 2019 Alarmschijf op Qmusic:
| Nr.  | Datum        | Artiest                                          | Titel                       | Hoogste positie in Top 40 | Aantal weken | Aantal punten |
| ---- | ------------ | ------------------------------------------------ | --------------------------- | ------------------------- | ------------ | ------------- |
| 2539 | 5 januari    | Seeb x Bastille                                  | Grip                        | 17                        | 10           | 139           |
| 2540 | 12 januari   | Calvin Harris & Rag'n'Bone Man                   | Giant                       | 4                         | 21           | 607           |
| 2541 | 19 januari   | Sam Smith & Normani                              | Dancing With a Stranger     | 6                         | 17           | 392           |
| 2542 | 26 januari   | Lady Gaga                                        | Always Remember Us This Way | 16                        | 21           | 317           |
| 2543 | 2 februari   | Krezip                                           | Lost Without You            | 8                         | 17           | 375           |
| 2544 | 9 februari   | The Chainsmokers & 5SOS                          | Who Do You Love             | 16                        | 9            | 114           |
| 2545 | 16 februari  | Kygo & Valerie Broussard                         | Think About You             | 26                        | 10           | 90            |
| 2546 | 23 februari  | P!nk                                             | Walk Me Home                | 7                         | 22           | 490           |
| 2547 | 2 maart      | Martin Garrix ft. Bonn                           | No Sleep                    | 16                        | 20           | 282           |
| 2548 | 9 maart      | Mabel                                            | Don't Call Me Up            | 2                         | 25           | 724           |
| 2549 | 16 maart     | Davina Michelle                                  | Skyward                     | 7                         | 24           | 615           |
| 2550 | 23 maart     | Panic! at the Disco                              | Hey Look Ma, I Made It      | 20                        | 13           | 187           |
| 2551 | 30 maart     | Jonas Blue ft. Theresa Rex                       | What I Like About You       | 25                        | 8            | 72            |
| 2552 | 6 april      | Danny Vera                                       | Roller Coaster              | 14                        | 33           | 391           |
| 2553 | 13 april     | Avicii & Aloe Blacc                              | SOS                         | 1(3wk)                    | 20           | 625           |
| 2554 | 20 april     | Ellie Goulding                                   | Sixteen                     | 27                        | 4            | 39            |
| 2555 | 27 april     | Taylor Swift ft. Brendon Urie                    | Me!                         | 17                        | 9            | 142           |
| 2556 | 4 mei        | Shawn Mendes                                     | If I Can't Have You         | 8                         | 17           | 374           |
| 2557 | 11 mei       | Ed Sheeran & Justin Bieber                       | I Don't Care                | 2                         | 24           | 839           |
| 2558 | 18 mei       | Kris Kross Amsterdam & Tabitha & Kraantje Pappie | Moment                      | 3                         | 20           | 564           |
| 2559 | 25 mei       | 5SOS                                             | Easier                      | 18                        | 8            | 126           |
| 2560 | 1 juni       | Dotan                                            | Numb                        | 20                        | 11           | 161           |
| 2561 | 8 juni       | Avicii                                           | Heaven                      | 9                         | 16           | 339           |
| 2562 | 15 juni      | Lauren Daigle                                    | You Say                     | 12                        | 20           | 440           |
| 2563 | 22 juni      | Shawn Mendes & Camila Cabello                    | Señorita                    | 1(12wk)                   | 22           | 741           |
| 2564 | 29 juni      | Ed Sheeran ft. Khalid                            | Beautiful People            | 3                         | 23           | 717           |
| 2565 | 6 juli       | Kygo x Whitney Houston                           | Higher Love                 | 7                         | 22           | 534           |
| 2566 | 13 juli      | Beyoncé                                          | Spirit                      | 27                        | 7            | 69            |
| 2567 | 20 juli      | Martin Garrix ft. JRM                            | These Are the Times         | 26                        | 8            | 56            |
| 2568 | 27 juli      | Snelle                                           | Reünie                      | 1(1wk)                    | 18           | 584           |
| 2569 | 3 augustus   | Armin van Buuren & Avian Grays ft. Jordan Shaw   | Something Real              | 26                        | 16           | 116           |
| 2570 | 10 augustus  | Davina Michelle                                  | Better Now                  | 19                        | 15           | 188           |
| 2571 | 17 augustus  | P!nk ft. Khalid                                  | Hurts 2B Human              | 28                        | 7            | 59            |
| 2572 | 24 augustus  | Martin Garrix ft. Bonn                           | Home                        | 21                        | 10           | 85            |
| 2573 | 31 augustus  | Tones and I                                      | Dance Monkey                | 1(15wk)                   | 27           | 872           |
| 2574 | 7 september  | Camila Cabello                                   | Liar                        | 6                         | 21           | 557           |
| 2575 | 14 september | Post Malone                                      | Circles                     | 3                         | 25           | 745           |
| 2576 | 21 september | Tiësto & Mabel                                   | God Is a Dancer             | 16                        | 16           | 211           |
| 2577 | 28 september | Maroon 5                                         | Memories                    | 2                         | 27           | 865           |
| 2578 | 5 oktober    | The Script                                       | The Last Time               | 13                        | 19           | 357           |
| 2579 | 12 oktober   | Dan + Shay & Justin Bieber                       | 10,000 Hours                | 11                        | 15           | 294           |
| 2580 | 19 oktober   | Emma Heesters & Rolf Sanchez                     | Pa Olvidarte                | 2                         | 21           | 656           |
| 2581 | 26 oktober   | Coldplay                                         | Orphans                     | 15                        | 11           | 186           |
| 2582 | 2 november   | Dua Lipa                                         | Don't Start Now             | 2                         | 28           | 835           |
| 2583 | 9 november   | Kensington                                       | Uncharted                   | 10                        | 20           | 403           |
| 2584 | 16 november  | Billie Eilish                                    | Everything I Wanted         | 7                         | 12           | 293           |
| 2585 | 23 november  | Arizona Zervas                                   | Roxanne                     | 5                         | 9            | 236           |
| 2586 | 30 november  | Lewis Capaldi                                    | Before You Go               | 2                         | 25           | 695           |
| 2587 | 7 december   | Harry Styles                                     | Adore You                   | 11                        | 24           | 461           |
| 2588 | 14 december  | The Weeknd                                       | Blinding Lights             | 1(14wk)                   | 34           | 1143          |
| 2589 | 21 december  | Maan                                             | Ze huilt maar ze lacht      | 3                         | 17           | 518           |
| 2590 | 28 december  | Camila Cabello ft. DaBaby                        | My Oh My                    | 16                        | 10           | 192           |

## Statistieken
| Aantal Alarmschijven | Land                |
| -------------------- | ------------------- |
| 18                   | Verenigde Staten    |
| 15                   | Nederland           |
| 14                   | Verenigd Koninkrijk |
| 5                    | Canada              |
| 4                    | Zweden              |
| 3                    | Noorwegen           |
| 3                    | Australië           |
| 2                    | Cuba                |
| 1                    | Denemarken          |
| 1                    | Jamaica             |
| 1                    | Ierland             |

| Aantal Alarmschijven | Artiest                    |
| -------------------- | -------------------------- |
| 3                    | Martin Garrix              |
| 2                    | 5 Seconds of Summer (5SOS) |
| 2                    | Avicii                     |
| 2                    | Bonn                       |
| 2                    | Camila Cabello             |
| 2                    | Davina Michelle            |
| 2                    | Ed Sheeran                 |
| 2                    | Justin Bieber              |
| 2                    | Khalid                     |
| 2                    | Kygo                       |
| 2                    | Mabel                      |
| 2                    | P!nk                       |
| 2                    | Shawn Mendes               |

1969 ·
1970 ·
1971 ·
1972 ·
1973 ·
1974 ·
1975 ·
1976 ·
1977 ·
1978 ·
1979 ·
1980 ·
1981 ·
1982 ·
1983 ·
1984 ·
1985 ·
1986 ·
1987 ·
1988 ·
1989 · 
1990 · 
1991 · 
1992 · 
1993 · 
1994 · 
1995 · 
1996 · 
1997 · 
1998 · 
1999 · 
2000 · 
2001 · 
2002 · 
2003 · 
2004 · 
2005 · 
2006 · 
2007 · 
2008 · 
2009 ·
2010 ·
2011 ·
2012 ·
2013 ·
2014 ·
2015 ·
2016 ·
2017 ·
2018 ·
2019 ·
2020 ·
2021 ·
2022 ·
2023 ·
2024 ·
2025